# Georges Tainturier
Georges Charles Armand Tainturier (La Côte-Saint-André, 20 de mayo de 1890-Colonia, 7 de diciembre de 1943) fue un deportista francés que compitió en esgrima, especialista en la modalidad de espada.
Participó en dos Juegos Olímpicos de Verano en los años 1924 y 1932, obteniendo dos medallas, oro en París 1924 y oro en Los Ángeles 1932. Ganó una medalla de oro en el Campeonato Mundial de Esgrima de 1926.

## Palmarés internacional
| Juegos Olímpicos   | Juegos Olímpicos             | Juegos Olímpicos | Juegos Olímpicos   |
| Año                | Lugar                        | Medalla          | Prueba             |
| ------------------ | ---------------------------- | ---------------- | ------------------ |
| 1924               | París (Francia)              | Medalla de oro   | Espada por equipos |
| 1932               | Los Ángeles (Estados Unidos) | Medalla de oro   | Espada por equipos |
| Campeonato Mundial |                              |                  |                    |
| Año                | Lugar                        | Medalla          | Prueba             |
| 1926               | Ostende (Bélgica)            | Medalla de oro   | Espada individual  |